# Medalla Euler
La Medalla Euler, llamada así en honor al famoso matemático del siglo XVIII Leonhard Euler, es una condecoración que otorga anualmente el Instituto de Combinatoria y sus Aplicaciones  (Institute of Combinatorics and its Applications) a matemáticos con una vida distinguida, dedicada a contribuir en la investigación combinatoria.

## Galardonados[1]
- 2018: Dieter Jungnickel
- 2017: Fan Chung
- 2016: James Hirschfeld
- 2015:  Desierto
- 2014: Brian Alspach
- 2013: Curt Lindner
- 2012: Alex Rosa
- 2011: Cheryl Praeger
- 2010: Bojan Mohar
- 2009: Desierto
- 2008: Gabor Korchmaros
- 2007: Stephen Milne (Estados Unidos), Heiko Harborth (Alemania)
- 2006: Clement Lam (Canadá), Nick Wormald (Canadá)
- 2005: Ralph Faudree (Estados Unidos), Aviezri Fraenkel (Israel)
- 2004: Doron Zeilberger (Estados Unidos), Zhu Lie (China)
- 2003: Peter Cameron (Reino Unido), Charles Colbourn (Estados Unidos)
- 2002: Herbert Wilf (Estados Unidos)
- 2001: Spyros Magliveras (Estados Unidos)
- 2000: Richard Brualdi (Estados Unidos), Horst Sachs (Alemania)
- 1999: Ray-Chaudhuri (Estados Unidos)
- 1998: Peter Hammer (Estados Unidos), Anthony Hilton (Reino Unido)
- 1997: sin premio
- 1996: Jack van Lint (Holanda)
- 1995: Hanfried Lenz (Alemania)
- 1994: Joseph Thas (Bélgica)
- 1993: Claude Berge (Francia), Ron Graham (Estados Unidos)